# Lycopus uniflorus
 (septembre 2021).
Si vous disposez d'ouvrages ou d'articles de référence ou si vous connaissez des sites web de qualité traitant du thème abordé ici, merci de compléter l'article en donnant les références utiles à sa vérifiabilité et en les liant à la section « Notes et références ».
Espèce
Synonymes
- Euhemus uniflorus (Michx.) Raf.[1]
- Lycopus communis E.P.Bicknell[1]
- Lycopus membranaceus E.P.Bicknell[1]
- Lycopus parviflorus (Benth.) Maxim.[1]
- Lycopus uniflorus f. flagellaris Fernald[1]
- Lycopus virginicus var. parviflorus Benth.[1]

Lycopus uniflorus est une espèce de plantes à fleurs de la famille des Lamiaceae. C'est une plante herbacée originaire d'une grande partie de l'Amérique du Nord (Canada, États-Unis) et de l'Asie de l'Est (Chine, Japon, Corée, Extrême-Orient russe).

## Description
Lycopus uniflorus est une plante herbacée vivace à rhizome, de petite taille (0,3 m) croissant isolée ou en petite colonies. La plante pousse à partir d'un rhizome mince avec des pointes épaissies ressemblant à des tubercules. Elle pousse verticalement de 10 à 50 cm de hauteur. Sa tige est bordée de paires de feuilles dentées avec des têtes de fleurs à l'aisselle. La fleur est blanche et mesure quelques millimètres de long.

## Habitat
Lycopus uniflorus se trouve le plus souvent dans les zones humides comme les marais. 

## Utilisation
La racine de la plante a été utilisée comme aliment par plusieurs groupes amérindiens. Les tubercules peuvent être pelés et consommés crus ou marinés. 

## Liste des variétés
Selon Tropicos (10 octobre 2021) :
- variété Lycopus uniflorus var. macrophyllus Farw.
- variété Lycopus uniflorus var. membranacea Farw.
- variété Lycopus uniflorus var. ovatus Fernald & H. St. John
- variété Lycopus uniflorus var. parviflorus (Benth.) Kitag.
- variété Lycopus uniflorus var. uniflorus